# Erna Denera
Erna Denera, née le 4 septembre 1881 au Château Pila à Murowana Goślina près de Poznań et décédée le 16 mars 1938 à Berlin est une chanteuse d'opéra allemande (soprano).

## Biographie
Erna Denera commence ses études de piano et de théorie musicale avec Max Reger et Heinrich Spangenberg à Wiesbaden et Wilhelm Kufferath à Bonn. En 1904, elle se rend ensuite à Berlin pour étudier le chant avec Franz Delong et Heinrich Feinhaus à Milan. Elle fait ses débuts sur scène en 1906 dans le rôle de Senta (Der Fliegende Holländer) au Théâtre de Cour de Cassel. Après un bref engagement en 1907 au Théâtre de Cour de Wiesbaden, elle est engagée à Berlin où elle reste de 1908 à 1921. Elle y obtient de beaux succès. On lui décerne le titre de Kammersängerin.
Elle se produit dans les principaux rôles wagnériens à Meiningen et Bayreuth, Madrid et Barcelone, Bruxelles et Anvers. Pour la saison 1916-1917, elle est engagée par le Metropolitan Opera de New York, mais elle ne peut s'y rendre à cause de l'entrée en guerre des États-Unis. En 1919, elle a joué un rôle dans le film Nocturno der Liebe de Carl Boese. En 1921-22, elle donne des concerts dans divers théâtres italiens.
Erna Denera passe les dernières années de sa vie comme professeur de chant à Berlin. Elle meurt en 1938 à Berlin. Elle repose au cimetière Südwestkirchhof Stahnsdorf. Sa fille Lieselotte Denera née le 29 septembre 1902 à Munich est une actrice qui a travaillé à Mannheim, Vienne, Berlin et Munich.

## Source de traduction
- (de) Cet article est partiellement ou en totalité issu de l’article de Wikipédia en allemand intitulé « Erna Denera » (voir la liste des auteurs).